# Urk

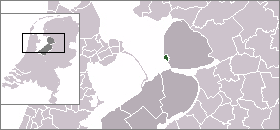
Localização de Urk.

Urk é um município da província de Flevolândia, Países Baixos. Tinha, em 1 de janeiro de 2020, uma população de 21.031 habitantes, constituindo uma densidade demográfica de 388 habitantes por quilômetro quadrado. Dessa população, 10.664 eram homens e 10.367 mulheres.